# جی‌دابلیو ماریوت ایندیاناپولیس
جی‌دابلیو ماریوت ایندیاناپولیس (به انگلیسی: JW Marriott Indianapolis) یک هتل واقع در ایندیاناپولیس، ایالات متحده آمریکا می‌باشد. ساخت و ساز این ساختمان ۲۹ مه ۲۰۰۸ شروع شده و در ۴ فوریه ۲۰۱۱ تأسیس شده‌است، معمار این بنا هلموث، اوباتا و کاساباوم است.
این هتل تعداد طبقاتش ۳۴، ارتفاع آن ۱۱۵ متر و تعداد اتاق‌های آن ۱۰۰۵ عدد می‌باشد.